# Maria Stuart (telenovela)
Maria Stuart foi uma telenovela brasileira exibida pela TV Cultura em janeiro de 1982, às 21h.
Escrita por Carlos Lombardi, baseada no romance homônimo de Friedrich Schiller, foi dirigida por Edison Braga.

## Enredo
Conta o conflito dramático entre duas mulheres: Maria Stuart (Kate Hansen) e Elizabeth (Nathália Timberg).

## Elenco
| Ator/Atriz         | Personagem                     |
| ------------------ | ------------------------------ |
| Nathália Timberg   | Elizabeth                      |
| Kate Hansen        | Maria Stuart                   |
| Herson Capri       | Flaviano Gomes Toledo "Flávio" |
| Denise Del Vecchio | Roberta                        |
| Malu Pessin        | Celine                         |
| Alceu Nunes        | —                              |
| Alberto Baruque    | —                              |
| Amaury Alvarez     | —                              |
| Diogo Vilela       | —                              |
| Fernando Peixoto   | —                              |
| Ilona Filet        | —                              |
| Liana Duval        | —                              |
| Nancy Galvão       | —                              |
| Raymundo de Souza  | —                              |
| Rita Cléos         | —                              |
| Walter Forster     | —                              |